# Stelis tropex
Stelis tropex är en orkidéart som beskrevs av Carlyle August Luer och Endara. Stelis tropex ingår i släktet Stelis och familjen orkidéer. Inga underarter finns listade i Catalogue of Life.